# ニュース映画
ニュース映画（ニュースえいが）は、時事問題などの情報の伝達及び解説を内容とする短編映画・記録映画の一種。「ニューズ映画」と濁って発音されることもある。ニュース映画には記録映像としての価値をもつものも多い。
特に第一次世界大戦の前後から第二次世界大戦後に映画館での上映を目的に、家庭にテレビが普及する頃まで活発に制作され、多くが長編映画とともに併映された。

## 欧米のニュース映画

### 歴史

#### ニュース映画の誕生
19世紀末にはフランスのリュミエール映画社が撮影技師を世界各国に派遣しロシア皇帝の戴冠式などをフィルムに収めて映画館で上映した。また、アメリカではバイオグラフ社が社会の様々な出来事を報道フィルムに収めて上映した。しかし、これらの作品は定期的に制作されたものではなく、実写ではない再現形式のものも多かった。
定期に上映される形式のニュース映画が登場するのは20世紀に入ってからである。1908年、フランスで週刊のニュース映画『パテ＝シュナル』が上映されるようになった（パテ兄弟社参照）。これがニュース映画の始まりとされている。

#### 第一次世界大戦～戦後
『パテ＝シュナル』の登場後、ニュース映画は一気に本格化した。第一次世界大戦では従軍カメラマンが現場で撮影した戦況報告フィルムがニュース映画として上映されるようになり大きな反響を得た。
第一次世界大戦が終わると専門の上映館が登場するとともにニュース映画の製作も一段と活発化した。また、一般の劇映画（本編）の前座として短編アニメ映画と共に上映された。
アメリカにおいては、複数のニュース映画を上映する際のフィルム交換時間の穴埋めとして、短編のアニメ映画が上映された。日本でも有名な『トムとジェリー』は、その目的で製作されたアニメ映画である。
さらにトーキー（発声映画）の時代が到来するとニュース映画にも同時録音方式が採用され臨場感が高められた。
1935年にスタートした『マーチオブタイム』は従来のニュース映画とは異なり、一つの主題に多くの時間を割く手法がとられ、この頃からニュース映画の分野は「スクリーン・ジャーナリズム」と呼ばれるようになった。

#### 第二次世界大戦～戦後
第一次世界大戦におけるニュース映画の反響を受けて、第二次世界大戦でもニュース映画は宣伝戦のほか国威発揚や戦意高揚のためのプロパガンダ映画として活用された。ドイツで製作された『ドイツ週間ニュース』のように映画館での上映が義務づけられた例もある。
第二次世界大戦後、ニュース映画はテレビの普及とともに衰退したが、1960年代末の「ニューズリール運動」などに影響を与えた。
なお、ニュース映画の製作はアメリカやドイツなど欧米では映画会社が主流であり、新聞社や通信社が主流だった日本とは異なる。

### 欧米の代表的なニュース映画
- 『パテ＝シュナル』（1908年-1926年、フランス）[2]
- 『パテニュース』（1910年-1970年、イギリス）
- 『ハースト・メトロトーンニュース（ニュース・オブ・ザ・デイ）』（1914年-1967年、アメリカ）
- 『パラマウントニュース』（1927年-1957年、アメリカ）
- 『フォックス・ムービートーンニュース』（1928年-1963年、アメリカ）
- 『ユニヴァーサルニュース』（1929年-1967年、アメリカ）[2]
- 『ウーファ発声週報』（1930年-1940年、ドイツ）[2]
- 『マーチオブタイム』（1935年-1951年、アメリカ）[2]
- 『ドイツ週間ニュース』（1940年-1945年、ドイツ）

## 日本のニュース映画

### 歴史
日本においては、1930年の松竹による『松竹ニュース』が定期的に製作されたニュース映画の始まりとされている。しかし、1914年に東京キネマ協会が開始した『東京シネマ画報』が、定期的に製作されたニュース映画の始まりであるとする説もある。また、1918年にシベリア出兵が始まった際には、ニュース映画が人気を集めた記録もある。
1934年頃から、トーキーの発達に伴い新聞社を主体に製作活動が活発となった。また、皇室、並びに大日本帝国国軍関連のニュースについては、必ず冒頭に取り上げており、『日本ニュース』第1号（1940年6月封切）の記念すべきトップニュースが「昭和天皇関西御巡幸」であった。特に皇室関係のニュースには、必ず画面右端（縦書きの場合。作品内容により項目名の前に大書する場合もある）に「脱帽」の文字を入れてあった。
1941年以降1945年の終戦までは、国策宣伝のために情報統制がかけられ、自由な製作はできなくなり、また、全国の映画館で上映が義務付けられていた。また皇室、戦争・皇軍に関連したもの、国外ニュースの一部については当時の陸軍省・海軍省の厳格な審査・検閲が必要であったため、それをクリアした項目については「陸軍省（海軍省）検閲済」という字幕が表示された。
戦後最初のニュース映画は9月6日に公開された『聖断を拝す』『東久邇宮内閣成立』の2本。その後は、再び新聞社を主体としたニュース映画の製作が復活し、1953年にNHKや民放がTV放送が始まると、新聞社はテレビ局向けにもニュース映画を製作するようになった。
同年、2月からは、皇居内においても月1-2回のペースでニュース映画を上映するようになり、天皇、皇后のほか皇族らも加わり鑑賞していたことが伝えられている。
しかし、1960年代になると、テレビの普及やニュースネットワークによる同報型のニュースの発達に伴って衰退し、1960年代後半にかけ、新聞社はニュースネットワークと連携したニュース制作にシフトしだした。加えて、大手ニュース映画作品も全て製作を終了しており、現在ニュース映画を上映する映画館はほとんどなくなった。

### 代表的なニュース映画

#### 日本ニュース
- 1940年4月 - 社団法人日本ニュース映画社設立。
- 1940年5月 - ニュース映画統制の下に国策ニュース映画としての『日本ニュース』製作開始。
  - 当時の製作データ
    - 題字：高田正二郎
    - テーマソング作曲：野川香文
    - タイトル彫刻：日名子実三（鷹が日本を中心とした地球の上に立っているもの）
    - タイトル撮影：林田重男
- 1941年5月 - 社団法人日本映画社に改組。
- 1945年10月 - 社団法人日本映画社を解散。
- 1945年12月 - 株式会社日本映画社に改組。
- 1946年1月 - 新たに『日本ニュース』第1号として再スタート。この時から東宝が配給を担当し、全国東宝系劇場で上映されることになる。テーマ音楽には『キージェ中尉』（セルゲイ・プロコフィエフ作曲）が使われた。
- 1951年12月 - 東宝の全額出資による株式会社日本映画新社（日映新社）に改組。
- 1952年1月 - 朝日新聞社と提携が成り、『朝日ニュース』に改題。
- 1959年4月 - シネスコ化。
- 1975年4月 - カラー化され、スタンダードサイズに戻る。週刊から隔週刊に公開時期を変更。
- 1976年4月 - 朝日新聞社との提携を解消。『日本ニュース』に復題。
- 1985年5月 - 公開時期を3週間に1回に変更。
- 1992年3月 - 取材活動を終了。
- 1992年9月 - 終刊。

※1955年までの作品は『朝日ニュース』も含め、1978年1月にNHKが権利一切と戦前編264巻、戦後編312巻のフィルムを購入した。また、1955年以降の作品は『朝日ニュース』も含め日本映画新社が保有し続けていたが、2008年に同じ東宝グループ会社の東宝ステラに移管され、日本映画新社は翌2009年に解散した。なお、1946年までの作品は川崎市市民ミュージアムで視聴可能である。また、1945年までの一部作品は、2009年8月13日から10月12日までの期間限定ながら無料で「NHK 戦争証言アーカイブス トライアルサイト」にて公開された。なお2010年8月よりオープンした正式サイトでは、1940年 - 1945年までに公開された264本のうち254本（2016年7月8日現在、260本）が視聴でき、2011年5月18日から戦後編（2012年4月28日現在、1948年12月分まで、1-155号視聴可能）も公開された。
1940年の第1号から敗戦後の51年までの日映作品のうち、解説入りのダイジェスト版が1979年5月-80年3月、NHK総合テレビ『NHK特集 激動の記録』（全5回）として放映され、2008年にはNHKエンタープライズがDVDとして商品化。1946年-1951年の作品については、1990年代にNHK衛星放送で『ニュースで見る昔の日本』にて5分間に編集したものを放送していたこともある。
戦争期間中の冒頭の映像
第二次世界大戦が行われた最初の2年間には国民一致団結して戦争に勝利しようという願いをこめた映像字幕が上映されたことがあった。また最後には戦時国債などをPRする字幕を表示する回が不定期で設けられている。
- 第80号 - 第129号　まず冒頭に戦闘機（双発機）が上空を飛行する画像（それをバックに発行号数）→海軍戦艦の砲身を写しながら「大東亜戦争完遂へ!」という字幕（縦書き）
- 第130号 - 第159号 日本と極東・東南アジア地域の地図をバックに「戦ひ抜け!大東亜戦争」→後に「撃ちてし止まむ」（縦書き）→引き続き発行号数（当初は地図をバック。その後ブラックバック）

#### 読売新聞社関係のニュース映画
2014年以降、読売新聞系のニュース映画の権利はすべて読売新聞社（読売新聞東京本社）が所有している。

##### 讀賣ニュース（讀賣新聞発声ニュース）
- 1937年4月 - 読売新聞社が『讀賣新聞発声ニュース』を制作。全国の映画館で上映される。
- 1937年9月 - 『讀賣ニュース』に改題。
- 1940年5月9日 - ニュース映画統制のため製作が打ち切られることになり、終刊。

##### 讀賣国際ニュース
- 1949年3月30日 - 国際映画社が『国際ニュース』の製作を開始。配給は松竹。
- 1950年7月16日 - 国際映画社は読売新聞社に買収され、読売映画社と改称（現・イカロス）。『国際ニュース』も『讀賣国際ニュース』と改題し、引き続き松竹が配給。
- 1960年7月6日 - シネスコ化。
- 1980年1月10日 - 週刊上映を取りやめ、以降は隔週上映となる。
- 1983年4月2日 - カラー化（サイズはスタンダードサイズに戻る）。
- 1997年8月16日 - 終刊（大手のニュース映画は、これで全て終刊となる）。

#### 朝日新聞社関係のニュース映画
朝日新聞社が大阪毎日新聞社と同時期に制作を開始。写真化学研究所（東宝の映画部門の前身）が制作を手掛けていた。戦中の中断を挟み、東宝系となった『日本ニュース』に制作協力する形で制作が再開されるが、これより少し前に戦前の『朝日世界ニュース』の制作陣が松竹系で『新世界ニュース』を制作していた。なお、朝日新聞社が東映と合弁した朝日テレビニュース社（のちNET朝日映像からテレビ朝日映像に改称）の手により『東映ニュース』が制作されるが、「朝日」を冠する作品が外部委託であり、「朝日」を冠しない『東映ニュース』が直系に近い状態となった（ただし『東映ニュース』に朝日新聞社のクレジットは一切無し）。このことは現在の朝日系諸作品の権利保有者にもあらわれており、戦前の『朝日世界ニュース』までの作品と『東映ニュース』は朝日系のテレビ朝日映像が権利を保有し、『朝日ニュース』は上述の通り1955年までの作品はNHK、1956年から1976年までの作品は東宝ステラと外部の者が権利を保有している。

##### 朝日映画週報
- 1924年4月 - 朝日新聞社が制作。全国の映画館で上映される（後『アサヒキネマニュース』に改題）。

#### 朝日世界ニュース
- 1934年7月 - 当初同年2月アメリカ・ユニバーサル映画と提携して開始した『朝日ユニバーサルニュース』と5月ドイツ・ウーファ社と提携した『朝日ウーファニュース』の隔週上映だった物を、『朝日世界ニュース』として一本化。同時に毎週公開に変更。なお、製作は朝日新聞社となっていたが、実際は写真化学研究所のニュース部が担当した。
- 1937年12月 - 朝日新聞社、写真化学研究所の後身である東宝映画と共同で朝日映画製作株式会社を設立し、同社に『朝日世界ニュース』の製作を移管。
- 1940年4月 - ニュース映画統制のため製作が打ち切られることになり、終刊。

##### 朝日ニュース
- 1952年1月 - 日本映画新社との提携が成り、同社製作の『日本ニュース』を『朝日ニュース』に改題（号数は『朝日世界ニュース』の最終号・330号から継承した331号から開始した）。
- 1959年4月 - シネスコ化。
- 1975年4月 - カラー化され、スタンダードサイズに戻る。週刊から隔週刊に公開時期を変更。
- 1976年4月 - 日本映画新社との提携を解消（『日本ニュース』参照）。

※以下の作品は、朝日新聞社との直接の関係はない。

##### 新世界ニュース
- 1946年3月 - 朝日映画製作の後身、朝日映画社が『新世界ニュース』を製作開始。配給は松竹。
- 1947年2月 - 朝日映画社は新世界映画社と改称。
- 1949年2月 - 新世界映画社の債務超過のため業務停止となり、終刊。

##### 東映ニュース
- 1959年8月26日 - 朝日テレビニュース社の手により製作開始。全国東映系で公開（タイトルは本編オープニング同様「荒磯に波」。なお、第1号よりシネスコ作品であった）。
- 1978年8月31日 - ニュース映画の需要がなくなったことと、テレビ朝日映像の報道部門をテレビ朝日へ移管したことに伴い、994号をもって終刊。

#### 毎日新聞社関係のニュース映画
大阪毎日新聞社が朝日新聞社と同時期に映画制作を開始。当時は編集・ナレーション録音などを横浜シネマ商会（現在のヨコシネ ディー アイ エー）に委託していた。
戦中の中断を挟み、外部委託の形で制作を再開。のちにこれとは別に毎日新聞社自体が直接制作に携わる作品が生まれ、両者は併存（毎日新聞社制作の物は直系の毎日映画社に移管）したが、両者の配給会社が配給網を統合したため毎日直系の作品が残る結果となった。毎日直系の作品は『日活世界ニュース』を除き毎日映画社が権利を保有し、『日活世界ニュース』は毎日放送（MBS）が権利を保有。『毎日世界ニュース』『大毎ニュース』はテレビ東京が権利を保有していたが、放送番組センターに譲渡されている。

##### 東日大毎国際ニュース
- 1924年 - 大阪毎日新聞社が『大毎キネマニュース』を製作。全国の映画館で上映される。
- 1933年 - 『大毎東日キネマニュース』に改題。のち『大毎東日トーキーニュース』に改題。
- 1935年7月 - 外国通信社との提携により『東日大毎国際ニュース』に改題。毎週公開となる。
- 1940年4月25日 - ニュース映画統制のため製作が打ち切られることになり、終刊。

##### 毎日NBCテレビニュース
- 1950年7月 - 毎日新聞傍系の東日興業がアメリカNBCテレビ製作のニュース映画を購入して日本版を製作。のち日米映画社がこれを継承。1952年終刊。配給は大映。

##### 毎日世界ニュース
- 1947年2月 - 理研映画社が『理研文化ニュース』の製作を開始。時事通信社の提供による。配給は大映。
- 1952年4月 - 理研映画社は日米映画社を合併して新理研映画社と改称。
- 1952年8月 - ニュース映画も合併することとなり、『理研文化ニュース』は終刊。代わりに毎日新聞社提供の『毎日世界ニュース』の製作を開始。配給は引き続き大映が担当。
- 1960年7月 - 『大毎ニュース』に改題。同時にシネスコ化。
- 1970年5月 - 配給元の大映が日活と配給網を一元化することに伴い製作が打ち切られることになり、終刊。

※現在は放送番組センターが保有。1956年以降の作品は放送ライブラリーで視聴可能。1952年 - 1953年の作品については、1990年代にNHK衛星放送で『ニュースで見る昔の日本』にて5分間に編集したものを放送していたこともある。

##### 毎日ニュース
- 1954年12月 - 毎日新聞社が戦後再び直接製作に携わるニュース映画として『日活世界ニュース』の製作を開始。同じく映画製作活動を再開した日活が配給を担当。
- 1955年1月1日 - 毎日新聞社、毎日映画社を設立し、『日活世界ニュース』の製作を移管。
- 1960年9月28日 - 『毎日ニュース』に改題。シネスコ化。
- 1970年5月30日 - 配給元がダイニチ映配になる（1971年10月16日 大映配給に変更、1971年12月1日日活に復帰）。
- 1977年8月6日 - 週刊上映を取りやめ、隔週上映となる。
- 1981年10月 - カラー化。スタンダードサイズに変更（オープニングも、パレスサイドビルディングの映像をバックに「毎日ニュース」のタイトルがズームアップするものに変更）。
- 1992年4月 - 終刊。

※後年にっかつ系映画館での上映はほとんどなくなり、東京地区では八重洲・観光文化ホールのみの上映となった。また、1991年4月から12月までは『毎日ニュースアングル』の題名で制作された。

※『日活世界ニュース』は毎日放送が権利を所有している。

※『毎日ニュース』は毎日映画社が権利を所有している。一時、YouTubeにて同社公式チャンネルとなる「懐かしの毎日ニュース」においてアーカイブの配信を行っていた時期があるが、2024年現在は行われていない。

#### その他

##### 中日ニュース
- 1954年1月 - 中部日本新聞社（現・中日新聞社）が『中日ニュース』を制作し、新聞販売エリア9県下の映画館に自主配給を行う。
- 1955年5月 - 中部日本新聞社、中部日本ニュース映画社（現・中日映画社）を設立し、『中日ニュース』の制作を移管。
- 1956年2月 - 関東・東北地区に配給網を拡大（自主配給）。大手映画会社で唯一ニュース映画を配給しなかった新東宝の系列映画館を中心に供給された。
- 1959年4月 - シネスコ化。
- 1983年1月 - カラー化。ビスタサイズに変更。
- 1995年3月 - 休刊（以降制作なし）。

それ以降も、中日映画社が映像保有権を維持しており、YouTube上においても公式チャンネルでアーカイブ配信が行われている。

##### 地方紙のニュース映画
中日新聞社以外では第二次世界大戦の端緒となった満州事変や日中戦争の影響を受けて、1936年に地方紙と映音研究所が協力して「全日本発声ニュース新聞連盟」を設立し、「〇〇新聞發聲（はっせい）」という表題で内外の時事について収録したニュース映画をそれぞれの都道府県の映画館で上映した。この内、神戸新聞社に提供された「神戸新聞発聲」という兵庫県を中心に上映されたニュース映画を収めた1937年の上映フィルム2巻が、2016年に明石市の時計店の店主によって保管していたことがわかり、サンテレビジョンが、「東京光音」への委託によってデジタルリマスターされたものが、YouTubeで公開された。

##### テレビ局向けに提供されたニュース映画
- 3社ニュース（日本テレビ放送網、ラジオ東京テレビ→東京放送（TBSテレビ））を中心に、朝日新聞ニュース（朝日テレビニュース社）、毎日新聞ニュース（毎日映画社）、読売新聞ニュース（読売映画社）、またローカルで1局しかなかった地域を中心に産経新聞ニュース・共同テレニュース（産業経済新聞社・共同テレビジョンニュース社）を含めた実質4社ニュースを放送したことがあった。KRTのごく初期は、参加各新聞社とKRTの共同制作によるスタジオでのキャスターニュースを行っていたが、のちにニュース映画に切り替えられた。
- 新聞社と放送局の資本関係が明確化されてから、日テレ=読売新聞社・読売映画社、TBS=毎日新聞社・毎日映画社、NET→テレビ朝日（ANB）＝朝日新聞社・NET朝日製作→テレビ朝日映像、フジテレビ（CX）=産経新聞社・共同テレビ、CBCテレビなど中日新聞社と資本・報道協定関係のある放送局=中日映画社・共同テレビなどによるニュース映画が放送されたが、のちに関東地方のUHF局での5社ニュースとなってからは新聞社の資本関係の深いテレビ局が制作（中日・東京新聞はフジテレビ→千葉テレビ放送）したキャスターニュースにシフトするようになる。